# 安石镇 (东辽县)
安石镇，是中华人民共和国吉林省辽源市东辽县下辖的一个乡镇级行政单位。

## 行政区划
安石镇下辖以下地区：
安昌社区、增产村、东道村、乐群村、永长村、路岗村、尚志村、众志村、先进村、前香村、中香村、后香村、朝阳村、大兴村、文化村、石峰村、牛心村、芦丰村、依云村、湾月村、河北村、菠叶村、杏木村、草庙村和柳河村。